# The Legend of Mor'du
The Legend of Mor'du (no Brasil e em Portugal, A Lenda de Mor'du) é um curta-metragem americano de 2012 que foi lançado junto com o lançamento do DVD e Blu-ray de Valente dirigido por Brian Larsen.
O curta volta-se a explicar a origem do vilão do filme, um príncipe ganancioso conforme dito pela bruxa excêntrica que o transformou no urso visto no filme. A obra combina animação tradicional e animação por computador.

## Enredo
O curta explora mais em detalhe a história de Mor'du, conforme relatado pela bruxa a um cliente. Ele mostra como o príncipe procurou o controle do reino de sua família, evocando um feitiço poderoso para ajudá-lo a conquistar seus irmãos. Infelizmente, o feitiço também levar a sua transformação em um urso. Ao longo do filme, o público é levado a acreditar que a bruxa está falando com eles, mas no final, é revelado que ela estava falando com Wee Dingwall.

## Elenco de vozes
- Julie Walters como Bruxa
- Steve Purcell como Corvo
- Callum O'Neill como Wee Dingwall